# 日本の鉄道駅一覧 ち-て
| あ | い | う-え   | お        | か    | き | く-け |
| こ | さ | し-しも | しや-しん | す-そ | た | ち-て |
| と | な | に      | ぬ-の     | は    | ひ | ふ-ほ |
| ま | み | む-も   | や-わ行   |       |    |       |

日本の鉄道駅一覧 ち-ては、日本の鉄道駅のうち、ち、つ、てで始まるものの一覧である。

## ち
- 智恵文駅（ちえぶんえき）
- 近川駅（ちかがわえき）
- 千垣駅（ちがきえき）
- 茅ケ崎駅（ちがさきえき）
- 近田駅（ちかたえき）
- 近津駅（ちかつえき）
- 地下鉄赤塚駅（ちかてつあかつかえき）
- 地下鉄成増駅（ちかてつなりますえき）
- 近永駅（ちかながえき）
- 近文駅（ちかぶみえき）
- 筑後大石駅（ちくごおおいしえき）
- 筑後草野駅（ちくごくさのえき）
- 筑後船小屋駅（ちくごふなごやえき）
- 筑後吉井駅（ちくごよしいえき）
- 千種駅（ちくさえき）
- 筑紫駅（ちくしえき）
- 筑前岩屋駅（ちくぜんいわやえき）
- 筑前植木駅（ちくぜんうえきえき）
- 筑前内野駅（ちくぜんうちのえき）
- 筑前庄内駅（ちくぜんしょうないえき）
- 地区センター駅（ちくセンターえき）
- 筑前大分駅（ちくぜんだいぶえき）
- 筑前垣生駅（ちくぜんはぶえき）
- 筑前深江駅（ちくぜんふかええき）
- 筑前前原駅（ちくぜんまえばるえき）
- 筑前山家駅（ちくぜんやまええき）
- 筑前山手駅（ちくぜんやまてえき）
- 千国駅（ちくにえき）
- 筑豊香月駅（ちくほうかつきえき）
- 筑豊中間駅（ちくほうなかまえき）
- 筑豊直方駅（ちくほうのおがたえき）
- 千曲駅（ちくまえき）
- 千倉駅（ちくらえき）
- 稚子塚駅（ちごづかえき）
- 千里駅 (富山県)（ちさとえき・西日本旅客鉄道高山本線）
- 千里駅 (三重県)（ちさとえき・近鉄名古屋線）
- 千路駅（ちじえき）
- 千城台駅（ちしろだいえき）
- 千城台北駅（ちしろだいきたえき）
- 智頭駅（ちずえき）
- 知多駅（ちたえき）
- 知多奥田駅（ちたおくだえき）
- 知多武豊駅（ちたたけとよえき）
- 知多半田駅（ちたはんだえき）
- 秩父駅（ちちぶえき）
- 秩父別駅（ちっぷべつえき）
- 地鉄ビル前停留場（ちてつビルまえていりゅうじょう）
- 千歳駅 (北海道)（ちとせえき・北海道旅客鉄道千歳線）
- 千歳駅 (千葉県)（ちとせえき・東日本旅客鉄道内房線）
- 千年駅（ちとせえき・弘南鉄道大鰐線）
- 千歳烏山駅（ちとせからすやまえき）
- 千歳町停留場 (北海道)（ちとせちょうていりゅうじょう・函館市企業局交通部湯の川線）
- 千歳船橋駅（ちとせふなばしえき）
- 千歳町停留場 (長崎県)（ちとせまちていりゅうじょう・長崎電気軌道本線）
- 千鳥駅（ちどりえき）
- 千鳥町駅 (東京都)（ちどりちょうえき・東急池上線）
- 千鳥町駅 (神奈川県)（ちどりちょうえき・神奈川臨海鉄道千鳥線）
- 千鳥橋駅（ちどりばしえき）
- 茅野駅（ちのえき）
- 千葉駅（ちばえき）
- 千葉貨物駅（ちばかもつえき）
- 千葉公園駅（ちばこうえんえき）
- 知波田駅（ちばたえき）
- 千葉中央駅（ちばちゅうおうえき）
- 千葉寺駅（ちばでらえき）
- 千葉ニュータウン中央駅（ちばニュータウンちゅうおうえき）
- 千葉みなと駅（ちばみなとえき）
- 千早駅 （ちはやえき）
- 千早口駅（ちはやぐちえき）
- ちはら台駅（ちはらだいえき）
- 千曳駅（ちびきえき）
- 千船駅（ちぶねえき）
- 智北駅（ちほくえき）
- 茶臼山駅（ちゃうすやまえき）
- 茶志内駅（ちゃしないえき）
- 茶所駅（ちゃじょえき）
- 茶内駅（ちゃないえき）
- 茶屋ヶ坂駅（ちゃやがさかえき）
- 茶山駅（ちゃやまえき）
- 茶山・京都芸術大学駅（ちゃやま・きょうとげいじゅつだいがくえき）
- 茶屋町駅（ちゃやまちえき）
- 中央市場前駅（ちゅうおういちばまええき）
- 中央区役所前停留場（ちゅうおうくやくしょまえていりゅうじょう）
- 中央大学・明星大学駅（ちゅうおうだいがく・めいせいだいがくえき）
- 中央図書館前停留場（ちゅうおうとしょかんまえていりゅうじょう）
- 中央病院前停留場（ちゅうおうびょういんまえていりゅうじょう）
- 中央弘前駅（ちゅうおうひろさきえき）
- 中央前橋駅（ちゅうおうまえばしえき）
- 中央林間駅（ちゅうおうりんかんえき）
- 中学校駅（ちゅうがっこうえき）
- 中京競馬場前駅（ちゅうきょうけいばじょうまええき）
- 中郡駅（ちゅうぐんえき・東日本旅客鉄道米坂線）
- 中国勝山駅（ちゅうごくかつやまえき）
- 中書島駅（ちゅうしょじまえき）
- 中田駅 (徳島県)（ちゅうでんえき・四国旅客鉄道牟岐線）
- 中電前停留場（ちゅうでんまえていりゅうじょう）
- 中納言停留場（ちゅうなごんていりゅうじょう）
- 中部国際空港駅（ちゅうぶこくさいくうこうえき）
- 中部天竜駅（ちゅうぶてんりゅうえき）
- 千代駅（ちよえき）
- 長安寺駅（ちょうあんじえき）
- 長後駅（ちょうごえき）
- 彫刻の森駅（ちょうこくのもりえき）
- 帖佐駅（ちょうさえき）
- 銚子駅（ちょうしえき）
- 長者ヶ浜潮騒はまなす公園前駅（ちょうじゃがはましおさいはまなすこうえんまええき）
- 長者原駅（ちょうじゃばるえき）
- 長者町駅（ちょうじゃまちえき）
- 調布駅（ちょうふえき・京王電鉄京王線・相模原線）
- 長府駅（ちょうふえき・西日本旅客鉄道山陽本線）
- 長門峡駅（ちょうもんきょうえき）
- 長陽駅（ちょうようえき）
- 長楽寺駅（ちょうらくじえき）
- 千代ヶ岡駅（ちよがおかえき）
- 千代台停留場（ちよがだいていりゅうじょう）
- 千代川駅（ちよかわえき）
- 勅旨駅（ちょくしえき）
- 千代県庁口駅（ちよけんちょうぐちえき）
- 千代崎駅（ちよざきえき）
- 千代田駅（ちよだえき）
- 知寄町停留場（ちよりちょうていりゅうじょう）
- 知寄町一丁目停留場（ちよりちょういっちょうめていりゅうじょう）
- 知寄町三丁目停留場（ちよりちょうさんちょうめていりゅうじょう）
- 知寄町二丁目停留場（ちよりちょうにちょうめていりゅうじょう）
- 知立駅（ちりゅうえき）
- 知和駅（ちわえき）
- 千綿駅（ちわたえき）

## つ
- 津駅（つえき）
- 築城駅（ついきえき）
- 通洞駅（つうどうえき）
- 都賀駅（つがえき）
- 塚口駅 (JR西日本)（つかぐちえき・西日本旅客鉄道福知山線）
- 塚口駅 (阪急)（つかぐちえき・阪急神戸本線・伊丹線）
- 塚田駅（つかだえき）
- 塚西停留場（つかにしていりゅうじょう）
- 塚目駅（つかのめえき）
- 塚原駅（つかはらえき）
- 塚本駅（つかもとえき）
- 塚山駅（つかやまえき）
- 津軽飯詰駅（つがるいいづめえき）
- 津軽石駅（つがるいしえき）
- 津軽大沢駅（つがるおおさわえき）
- 津軽尾上駅（つがるおのええき）
- 津軽五所川原駅（つがるごしょがわらえき）
- 津軽新城駅（つがるしんじょうえき）
- 津軽中里駅（つがるなかさとえき）
- 津軽浜名駅（つがるはまなえき）
- 津軽二股駅（つがるふたまたえき）
- 津軽宮田駅（つがるみやたえき）
- 津軽湯の沢駅（つがるゆのさわえき）
- 津川駅（つがわえき）
- 月岡駅 (新潟県)（つきおかえき・東日本旅客鉄道羽越本線）
- 月岡駅 (富山県)（つきおかえき・富山地方鉄道上滝線）
- 月ケ瀬口駅（つきがせぐちえき）
- 月崎駅（つきざきえき）
- 月寒中央駅（つきさむちゅうおうえき）
- 築地駅（つきじえき）
- 築地口駅（つきじぐちえき）
- 築地市場駅（つきじしじょうえき）
- 月島駅（つきしまえき）
- 月田駅（つきだえき）
- 調川駅（つきのかわえき）
- 槻木駅（つきのきえき）
- つきのわ駅（つきのわえき）
- つきみ野駅（つきみのえき）
- 月見山駅（つきみやまえき）
- 築山駅（つきやまえき）
- 津久井浜駅（つくいはまえき）
- つくし野駅（つくしのえき）
- 佃駅（つくだえき・四国旅客鉄道土讃線・徳島線）
- 津久田駅（つくだえき・東日本旅客鉄道上越線）
- 津久野駅（つくのえき）
- つくば駅
- 筑波山頂駅（つくばさんちょうえき）
- 津久見駅（つくみえき）
- 柘植駅（つげえき）
- 津古駅（つこえき）
- 辻駅（つじえき）
- 辻堂駅（つじどうえき）
- 津島駅（つしまえき）
- 津島ノ宮駅（つしまのみやえき・臨時）
- 津新町駅（つしんまちえき）
- 都住駅（つすみえき）
- 津田駅（つだえき）
- 津田沼駅（つだぬまえき）
- 津田山駅（つだやまえき）
- 土浦駅（つちうらえき）
- 土崎駅（つちざきえき）
- 土沢駅（つちざわえき）
- 土樽駅（つちたるえき）
- 土橋駅 (愛知県)（つちはしえき・名鉄三河線）
- 土山駅（つちやまえき）
- 通津駅（つづえき）
- 筒井駅 (青森県)（つついえき・青い森鉄道線）
- 筒井駅 (奈良県)（つついえき・近鉄橿原線）
- 筒石駅（つついしえき）
- 都筑駅（つづきえき）
- 都筑ふれあいの丘駅（つづきふれあいのおかえき）
- 榴ケ岡駅（つつじがおかえき・東日本旅客鉄道仙石線）
- つつじヶ丘駅（つつじがおかえき）
- 鼓ヶ浦駅（つづみがうらえき）
- 鼓滝駅（つづみがたきえき）
- 津奈木駅（つなぎえき）
- 綱島駅（つなしまえき）
- 津南駅（つなんえき）
- 常澄駅（つねずみえき）
- 常山駅（つねやまえき）
- 都農駅（つのえき）
- 津ノ井駅（つのいえき）
- 角川駅（つのがわえき）
- 都野津駅（つのづえき）
- 津ノ森駅（つのもりえき）
- 椿駅（つばきえき）
- 津幡駅（つばたえき）
- 燕駅（つばめえき）
- 燕三条駅（つばめさんじょうえき）
- 津福駅（つぶくえき）
- 坪井駅（つぼいえき）
- 坪井川公園駅（つぼいがわこうえんえき）
- 壺川駅（つぼがわえき）
- 壺阪山駅（つぼさかやまえき）
- 坪尻駅（つぼじりえき）
- 妻崎駅（つまざきえき）
- 津守駅（つもりえき）
- 津谷駅（つやえき）
- 津山駅（つやまえき）
- 津山口駅（つやまぐちえき）
- 鶴居駅（つるいえき）
- 鶴岡駅（つるおかえき）
- 敦賀駅（つるがえき）
- 鶴ケ丘駅（つるがおかえき）
- 鶴ケ坂駅（つるがさかえき）
- 鶴ヶ島駅（つるがしまえき）
- 鶴形駅（つるがたえき）
- 鶴ヶ峰駅（つるがみねえき）
- 鶴川駅（つるかわえき）
- 鶴来駅（つるぎえき）
- 鶴崎駅（つるさきえき）
- 鶴里駅（つるさとえき）
- 都留市駅（つるしえき）
- 鶴瀬駅（つるせえき）
- 鶴田駅（つるたえき）
- 鶴泊駅（つるどまりえき）
- 鶴橋駅（つるはしえき）
- 鶴原駅（つるはらえき）
- 都留文科大学前駅（つるぶんかだいがくまええき）
- 鶴間駅（つるまえき）
- 鶴舞駅（つるまいえき）
- 鶴巻温泉駅（つるまきおんせんえき）
- 鶴丸駅（つるまるえき）
- 鶴見駅（つるみえき）
- 鶴見市場駅（つるみいちばえき）
- 鶴見小野駅（つるみおのえき）
- 鶴見緑地駅（つるみりょくちえき）
- 鶴羽駅（つるわえき）
- 津和野駅（つわのえき）

## て
- 手稲駅（ていねえき）
- 手柄駅（てがらえき）
- 出来島駅（できじまえき）
- テクノさかき駅
- 天塩川温泉駅（てしおがわおんせんえき）
- 天塩中川駅（てしおなかがわえき）
- 出島停留場（でじまていりゅうじょう）
- てだこ浦西駅（てだこうらにしえき）
- 手樽駅（てたるえき）
- 手力駅（てぢからえき）
- 帝塚山駅（てづかやまえき）
- 帝塚山三丁目停留場（てづかやまさんちょうめていりゅうじょう）
- 帝塚山四丁目停留場（てづかやまよんちょうめていりゅうじょう）
- 鉄道博物館駅（てつどうはくぶつかんえき）
- 鉄砲町停留場（てっぽうちょうていりゅうじょう）
- 出戸駅（でとえき）
- 出戸浜駅（でとはまえき）
- 手ノ子駅（てのこえき）
- 手原駅（てはらえき）
- 出町柳駅（でまちやなぎえき）
- 出屋敷駅（でやしきえき）
- 寺内駅（てらうちえき）
- 寺尾駅（てらおえき）
- 寺下駅（てらしたえき）
- 寺庄駅（てらしょうえき）
- 寺田駅 (富山県)（てらだえき・富山地方鉄道本線・立山線）
- 寺田駅 (京都府)（てらだえき・近鉄京都線）
- 寺田町駅（てらだちょうえき）
- 寺地町停留場（てらぢちょうていりゅうじょう）
- 寺泊駅（てらどまりえき）
- 寺原駅（てらはらえき）
- 寺前駅（てらまええき）
- 寺町停留場（てらまちていりゅうじょう）
- 寺本駅（てらもとえき）
- 光岡駅（てるおかえき）
- テレコムセンター駅
- 田園調布駅（でんえんちょうふえき）
- 天下茶屋駅（てんがちゃやえき）
- 電気ビル前停留場（でんきビルまえていりゅうじょう）
- 天空橋駅（てんくうばしえき）
- 電車事業所前停留場（でんしゃじぎょうしょまえていりゅうじょう）
- 天神駅（てんじんえき）
- 天神川駅（てんじんがわえき）
- 天神ノ森停留場（てんじんのもりていりゅうじょう）
- 天神橋筋六丁目駅（てんじんばしすじろくちょうめえき）
- 天神南駅（てんじんみなみえき）
- 天神山駅（てんじんやまえき）
- 天台駅（てんだいえき）
- 電鉄石田駅（でんてついしだえき）
- 電鉄出雲市駅（でんてついずもしえき）
- 電鉄魚津駅（でんてつうおづえき）
- 電鉄黒部駅（でんてつくろべえき）
- デンテツターミナルビル前停留場（デンテツターミナルビルまえていりゅうじょう）
- 電鉄富山駅（でんてつとやまえき）
- 電鉄富山駅・エスタ前停留場（でんてつとやまえき・エスタまえていりゅうじょう）
- 天道駅（てんとうえき）
- 天童駅（てんどうえき）
- 天童南駅（てんどうみなみえき）
- 天応駅（てんのうえき・西日本旅客鉄道呉線）
- 天王駅（てんのうえき・東日本旅客鉄道男鹿線）
- 天王寺駅（てんのうじえき）
- 天王寺駅前駅（てんのうじえきまええき）
- 天王宿駅（てんのうじゅくえき）
- 天王洲アイル駅（てんのうずアイルえき）
- 天王台駅（てんのうだいえき）
- 天王町駅（てんのうちょうえき）
- 天拝山駅（てんぱいざんえき）
- 伝法駅（でんぽうえき）
- 天満駅（てんまえき）
- 天満町停留場（てんまちょうていりゅうじょう）
- 天満橋駅（てんまばしえき）
- 天文館通停留場（てんもんかんどおりていりゅうじょう）
- 天矢場駅（てんやばえき）
- 天理駅（てんりえき）
- 天竜川駅（てんりゅうがわえき）
- 天竜峡駅（てんりゅうきょうえき）
- 天竜二俣駅（てんりゅうふたまたえき）
- 天和駅（てんわえき）